# آزمون‌پذیری
آزمون‌پذیری، یک ویژگی که برای یک فرضیه تجربی اعمال می‌شود، شامل دو جزء است:
1. ابطال‌پذیری، به این معنی که مثالهای متضاد فرضیه به‌طور منطقی امکان‌پذیر است.
2. امکان‌سنجی عملی مشاهده یک سری نمونه‌های دارای قابلیت بازتولید از این قبیل در صورت وجود.

به‌طور خلاصه، یک فرضیه در صورتی قابل آزمایش است که امکان تصمیم‌گیری دربارهٔ درست یا نادرست بودن آن بر اساس آزمایش توسط کسی وجود داشته باشد. این اجازه می‌دهد تا تصمیم بگیرید که آیا یک نظریه می‌تواند توسط داده‌ها پشتیبانی یا رد شود. با این حال، تفسیر داده‌های تجربی نیز ممکن است غیرقطعی یا نامطمئن باشد.